# بیان الصناعات
بیان الصناعات کتابی‌است از حبیش تفلیسی (از دانشمندان سدهٔ ششم هجری در قلمرو سلجوقیان روم) به زبان فارسی در صناعت‌های مختلف. کتاب شامل یک مقدمهٔ کوتاه و بیست باب است. بیان الصناعات از نظر نثر کهنه و استوارش و نیز اشتمال بر اصطلاح‌های فارسی و تکنیک‌های صنعتی آن عصر حائز اهمیت است. 

## فهرست باب‌ها
1. باب نخستین اندر صناعت علم کیمیا
2. باب دوم اندر صناعت جوهرها
3. باب سیوم اندر رنگ کردن جوهرها
4. باب چهارم اندر رنگ کردن بلورها و مینا
5. باب پنجم اندر رنگ کردن آبگینه از هر نوعی
6. باب ششم اندر آب دادن گوهرها
7. باب هفتم اندر آب دادن تیغ‌ها و آلات سلاح
8. باب هشتم اندر صناعتهای گوناگون
9. باب نهم اندر آمیختن رنگها
10. باب دهم اندر آمیختن حبر و مداد
11. باب یازدهم اندر نبشتها بردن از کاغذ و پدید آوردن از هر گونه
12. باب دوازدهم اندر خاصیت حیوانات از هر گونه
13. باب سیزدهم اندر چیزها که در آن دفع حیوانات باشد و غیره شود
14. باب چهاردهم اندر خواص جوهرها و میوه‌ها و نباتها از هر گونه
15. باب پانزدهم اندر استعمال آبها از هرگونه
16. باب شانزدهم اندر استعمال آتش و علمهای چراغ
17. باب هفدهم اندر علمهای شراب و لعبهای آن
18. باب هژدهم اندر علمهای مختلف از هر گونه
19. باب نوزدهم اندر شستن قصب و برداشتن نشان از جامه‌ها
20. باب بیستم اندر پیدا کردن اسرار جماع و آبستنی

## نمونهٔ نثر
سپید کردن آبگینه چون نقره: بستاند سپیدآب ارزیز و ریم نقره و هر دو را به آب وشه بیاغارد و سرکه بر وی ریزد و یک شبانه روز وی را رها کند. پس از آن بسایدش و بر قدح آبگینه مالدش و بر آتش وی را نیک گرم کند.